# کلد اسپرینگ، نیویورک
کُلد اسپرینگ (به انگلیسی: Cold Spring) یک روستا در نزدیکی شهر کوچک فیلیپس‌تاون در شهرستان پوتنام، نیویورک در ایالات متحده آمریکا است که در شهرستان پوتنام واقع شده‌است.
کُلد اسپرینگ ۱٫۵۵ کیلومتر مربع مساحت و در سال ۲۰۲۰ میلادی، ۱٬۹۸۶ نفر جمعیت دارد و ۳۲٫۹۲ متر بالاتر از سطح دریا واقع شده‌است.